# Candy & Cigarettes
Candy & Cigarettes (jap. キャンディ & シガレッツ) ist eine Manga-Serie von Tomonori Inoue, die von 2017 bis 2021 in Japan erschien. Die Geschichte wurde unter anderem ins Deutsche übersetzt und erzählt von einem Polizisten im Ruhestand, der zum Assistenten einer elfjährigen Auftragsmörderin wird.

## Inhalt
Mit 65 Jahren kann der Polizist Raizō Hiraga endlich in Rente gehen. Viele Jahre hat er in einer Elite-Einheit als Personenschützer gearbeitet. Doch sein Enkel Shota ist schwer erkrankt und dessen Mutter kann das Geld für die teuren lebenserhaltenden Maßnahmen nicht aufbringen. Raizō will ihn unbedingt retten, verkauft seine Habe, gibt aus seiner Rente dazu und überlegt schon, seine Organe zu verkaufen, da stößt er auf ein Jobangebot. Das Profil passt genau auf seine Berufserfahrung und die „Doppel-S-Agency“ bietet ihm genug Geld für seinen Enkel. Er geht in die Firma, die von außen wie ein Antiquariat aussieht und von einer jungen Frau geführt wird, Kinume. Die verpflichtet ihn zur Verschwiegenheit und macht ihn kurz darauf zum Assistenten der elfjährigen Killerin Miharu Suzukaze. Nachdem das Mädchen im geheimen Auftrag der Justiz Verbrecher oder Politiker getötet hat, ist es seine Aufgabe, hinter ihr aufzuräumen.

## Veröffentlichung
Der Manga erschien ab dem 6. Januar 2017 zunächst im Young Magazine the 3rd, bis das Magazin im April 2021 eingestellt wurde. Ab Mai 2021 wurde die Serie im Gekkan Young Magazine fortgesetzt und am 19. Juli 2021 abgeschlossen. Der Verlag Kodansha brachte die Kapitel auch gesammelt in elf Bänden heraus.
Auf Deutsch wurde die Serie von Januar 2021 bis Juli 2023 bei Altraverse veröffentlicht. Die Übersetzung stammt von Nana Umino. Eine englische Fassung erscheint bei Seven Seas Entertainment, eine italienische bei Goen und eine französische bei Casterman.